# Koulachi
Koulachi (géorgien : კულაში) est une commune urbaine (daba) d'Iméréthie en Géorgie, comptant 1 702 habitants en 2014.

## Géographie
Elle est située à cinq kilomètres de la ville de Samtredia située au sud.

## Histoire
Elle est mentionnée pour la première fois dans des chroniques du XVIe siècle comme fief de la famille Mikeladze. Le statut de daba lui fut accordé en 1961. Koulachi fut le lieu de domiciliation d'une des plus grandes communautés de Juifs des montagnes, dont la taille a sévèrement diminué en raison des vagues successives d'expatriation vers Israël.

## Personnalités
- Avraham Michaeli, politicien israélien.